# Liste der Kulturdenkmale in Horstdorf
Die Liste der Kulturdenkmale in Horstdorf enthält die Kulturdenkmale des Landesamtes für Denkmalpflege und Archäologie in Sachsen-Anhalt in der Ortschaft Horstdorf der Gemeinde Oranienbaum-Wörlitz und ist eine Teilliste der Liste der Kulturdenkmale in Oranienbaum-Wörlitz. Grundlage ist das Denkmalverzeichnis des Landes Sachsen-Anhalt, das auf Basis des Denkmalschutzgesetzes des Landes Sachsen-Anhalt, welches am 21. Oktober 1991 durch das Landesamt erstellt und seither laufend ergänzt wurde (Stand: 31. Dezember 2022).

## Legende
In den Spalten befinden sich folgende Informationen:
- Lage: Nennt den Straßennamen und wenn vorhanden die Hausnummer des Kulturdenkmals. Die Grundsortierung der Liste erfolgt nach dieser Adresse. Der Link „Karte“ führt zu verschiedenen Kartendarstellungen und nennt die geographischen Koordinaten.
Link zu einem Kartenansichtstool, um Koordinaten zu setzen. In der Kartenansicht sind Baudenkmale ohne Koordinaten mit einem roten bzw. orangen Marker dargestellt und können in der Karte gesetzt werden. Baudenkmale ohne Bild sind mit einem blauen bzw. roten Marker gekennzeichnet, Baudenkmale mit Bild mit einem grünen bzw. orangen Marker.
- Offizielle Bezeichnung: Nennt den Namen, die Bezeichnung oder zumindest die Art des Kulturdenkmals und verlinkt, soweit vorhanden, auf den Artikel zum Objekt.
- Beschreibung: Nennt bauliche und geschichtliche Einzelheiten des Kulturdenkmals, vorzugsweise die Denkmaleigenschaften.
- Erfassungsnummer: Für jedes Kulturdenkmal wird in Sachsen-Anhalt eine 20stellige Erfassungsnummer vergeben. Die letzten zwölf Ziffern werden für die Untergliederung nach Teilobjekten genutzt und werden nur angegeben, soweit vergeben. In dieser Spalte kann sich folgendes Icon  befinden, dies führt zu Angaben zu diesem Baudenkmal bei Wikidata.
- Ausweisungsart: Die Einordnung des Denkmales nach § 2 Abs. 2 DenkmSchG LSA
- Bild: Ein Bild des Denkmales, und gegebenenfalls einen Link zu weiteren Fotos des Kulturdenkmals im Medienarchiv Wikimedia Commons. Wenn man auf das Kamerasymbol klickt, können Fotos zu Kulturdenkmalen aus dieser Liste hochgeladen werden:

## Kulturdenkmale
| Lage | Bezeichnung    | Beschreibung | Erfassungs- nummer | Ausweisungsart                                | Bild           |
| --- | -------------- | --- | ------------------ | --------------------------------------------- | -------------- |
| westlich von Horstdorf über Kovensteiggraben (Karte) | Brücke         | | 094 40516          | Baudenkmal                                    | Brücke         |
| innerhalb der Gemeindegrenze Horstdorfs und außerhalb der Ortslage von Horstdorf (Karte) | Feld           | | 094 40678          | Baudenkmal                                    | Feld           |
| Straße von Kakau nach Horstdorf | Allee          | Allee Der Denkmalbereich zu dem die Allee gehört, ist unter der Erfassungsnummer 094 40715 in Dessau-Roßlau eingetragen. Die Allee verläuft auch durch die Gemarkung von Kakau.   | 094 40715 010      | Teilobjekt eines Denkmalbereichs - Baudenkmal |                |
| L 131 von Horstdorf über Rotehof nach Riesigk | Allee          | Allee Der Denkmalbereich zu dem die Allee gehört, ist unter der Erfassungsnummer 094 40715 in Dessau-Roßlau eingetragen. Die Allee verläuft auch durch die Gemarkung von Riesigk. | 094 40715 011      | Teilobjekt eines Denkmalbereichs - Baudenkmal |                |
| Dorfstraße 1, 2, 3, 4, 5, 6, 7, 9, 10, 11, 12, 14, 15, 16, 17, 18, 19, 22, 24, 26, 27, Kleine Wiesen 3, 6, 8, 10, 11, 12, 13, 14, Kobberreihe 1, 2, 3, 4, 5, 13, 14, 15, 19, 21, 22, 23, 24, 25, 26, 28, 29, 30, 31, 37, Vier Häuser 1, 1a, 2, 3, 5, 6, 7, 8, 9, 10, 12, 14, 15, 16, 17, 18, Zum Heidehügel 1, 2, 11, 13, 15, 24, 25, 26, 35, 36, 37, 38, 39, 40, 41, 42, 43, 44, 45, 46, Zur Trift 1, 2, 3, 5, 6, 7, 8, 9, 10, 11, 12, 13, 17, 18, 19, 20, 21, 22, 24, 25, 26 | Ortskern       | Ortskern Teilobjekt des unter Dessau-Roßlau eingetragenen Gartenreichs Dessau-Wörlitz.                                                                                            | 094 40615 004      | Teilobjekt eines Denkmalbereichs              |                |
| Dorfstraße 22 (Karte) | Bauernhaus     | | 094 40534          | Baudenkmal                                    | Bauernhaus     |
| Dorfstraße 67 (Karte) | Bauernhaus     | | 094 40536          | Baudenkmal                                    | Bauernhaus     |
| Dorfstraße 113 (Karte) | Kirche         | Kirche | 094 40540          | Baudenkmal                                    | Weitere Bilder |
| Kobberreihe 15 (Karte) | Wegewärterhaus | | 094 41401          | Baudenkmal                                    | Wegewärterhaus |
| Vier Häuser 6 (Karte) | Bauernhof      | | 094 40537          | Baudenkmal                                    | Bauernhof      |
| Zum Heidehügel 1 (Karte) | Backhaus       | | 094 40535          | Baudenkmal                                    | Backhaus       |
| Zum Heidehügel 25 (Karte) | Pfarrhaus      | | 094 40538          | Baudenkmal                                    | Pfarrhaus      |
| Zur Trift 28 | Bauernhaus     | | 094 40539          | Baudenkmal                                    |                |